# Volitve v Latviji
Volitve v Latviji zagotavlja ustavna ureditev. Voli se zakonodajni organ (parlament) na nacionalni ravni. Saeima ima 100 članov, ki so izvoljeni za štiriletni mandat s proporcionalno zastopanostjo s 5-odstotnim pragom. Za dodeljevanje sedežev se uporablja nespremenjena metoda Sainte-Laguë. Lokalno Latvija voli občinske svete, ki jih sestavlja od 7 do 60 članov, odvisno od velikosti občine, prav tako s sorazmerno zastopanostjo za štiriletni mandat.
Latvija ima večstrankarski sistem s številnimi strankami, v katerih nobena stranka pogosto nima možnosti, da bi sama pridobila dovoljšno večino, stranke pa morajo zato med seboj sodelovati pri oblikovanju koalicijskih vlad.

## Referendumi
Ustava Latvije omogoča referendum za pet namenov: 
- odpoklic parlamenta (14. člen) [ <span title="This claim needs references to reliable sources. (January 2019)">potreben citat</span> ]
- pristop k Evropski uniji (68. člen)
- sprejemanje bistvenih sprememb pogojev glede članstva v Evropski uniji (če to zahteva 50 % članov parlamenta) (68. člen)
- sprejemanje zakonodaje, ki jo je predsednik suspendiral (72. člen)
- sprememba ustave ali sprejemanje zakona (78. člen)

Desetina registriranih volivcev ima pravico, da sproži državni referendum o odpoklicu parlamenta. Potrebna volilna udeležba je dve tretjini števila volivcev, ki so se udeležili zadnjih parlamentarnih volitev. Ustava nalaga več omejitev glede tega, kdaj se lahko izvede referendum o odpoklicu. Ne more se izvajati:
- eno leto po državnozborskih volitvah
- eno leto pred državnozborskimi volitvami
- šest mesecev pred predsedniškimi volitvami
- šest mesecev po zadnjem referendumu o odpoklicu.

Leta 2011 je bil en tak referendum – referendum o razpustitvi parlamenta .
O bistvenih spremembah pogojev glede članstva Latvije v Evropski uniji mora odločati nacionalni referendum, če tak referendum zahteva vsaj polovica poslancev.
V določenih primerih ima predsednik ali tretjina poslancev pravico, da za dva meseca odloži razglasitev zakona. Referendum o tem zakonu bo razpisan, če bo v tem dvomesečnem obdobju referendum zahtevala desetina volivcev, razen če bo parlament zakon znova sprejel s tričetrtinsko večino. Potrebna volilna udeležba je 50 % števila volivcev, ki so se udeležili zadnjih parlamentarnih volitev. Če v dveh mesecih ni zahteve referenduma, se zakon uveljavi. Takšen referendum je bil izveden trikrat: leta 1998, 1999 in 2007.
Ustava omejuje vprašanja, ki jih je mogoče podati na referendum. Prepoveduje vprašanja, kot so proračun, davki, vojaški rok, napovedi vojne, mirovne pogodbe, sporazumi z drugimi narodi itd.
Desetina volivcev lahko zahteva spremembo ustave ali sprejem zakona. Če parlament amandmaja ali predloga zakona ne sprejme, bo ta podan na referendum. Določene dele ustave je mogoče spremeniti le z referendumom. Za sprejem novele ali predloga zakona je potrebna absolutna večina (večina vseh volivcev, ne glede na volilno udeležbo). Izjema so odločitve o članstvu Latvije v EU ali bistvene spremembe pogojev članstva v EU – ti ukrepi zahtevajo volilno udeležbo 50 % števila volivcev, ki so se udeležili zadnjih volitev v parlament. Spremembe ustave so bile razpisane v dveh primerih: v letih 2008 in 2012; enako se je zgodilo z osnutkom zakona leta 2008, referendum o članstvu v Evropski uniji pa je bil izveden leta 2003.
V zgodovini Latvije je bilo 13 referendumov: 4 v obdobju 1923–1934 in 9 od leta 1991.